# Jezioro Strzałkowskie
Jezioro Strzałkowskie – jezioro w woj. wielkopolskim, w powiecie wągrowieckim, w gminie Wągrowiec, leżące na terenie Pojezierza Chodzieskiego.

## Dane morfometryczne
Powierzchnia zwierciadła wody według różnych źródeł wynosi od 23,5 ha przez 25,1 ha do 26,36 ha.
Zwierciadło wody położone jest na wysokości 87,0 m n.p.m. lub 87,8 m n.p.m. Średnia głębokość jeziora wynosi 4,2 m, natomiast głębokość maksymalna 8,7 m.

## Hydronimia
Według urzędowego spisu opracowanego przez Komisję Nazw Miejscowości i Obiektów Fizjograficznych (KNMiOF) nazwa tego jeziora to Jezioro Strzałkowskie. W różnych publikacjach i na mapach topograficznych jezioro to występuje pod nazwą Strzałkowo.